# 円広志のグルメデート
『円広志のグルメデート』（まどかひろしのグルメデート）は、1986年4月12日から1995年3月まで毎日放送（MBSテレビ）で放送されたグルメ情報番組。毎日放送とEXPRESSの共同製作番組で、菊正宗（菊正宗酒造）の一社提供。

## 概要
番組タイトルが示す通り、円広志が公募に選ばれた一般女性とデートするという名目でロケを敢行していた番組で、その女性と楽しくお喋りをしながら訪問先の飲食店の料理をリポートしていた。番組のオープニングや収録参加希望者募集の告知中などに掛かっていた曲は、円自身が作詞・作曲したものである。この事はテロップを通じて公表されていたが、具体的な曲名までは明記されていなかった。
番組はおよそ9年間にわたって放送され続けたが、後に円は病気を理由に番組を降板し、後任の桂小米朝（現・桂米團治）にバトンタッチした。結果、1995年4月からはタイトルも『桂小米朝のグルメデート』（かつらこべいちょうのグルメデート）と改められ、テーマ曲も陣内大蔵の「100万回言うよ」に差し替えられた。
1980年代後半から1990年代中頃に掛けて、『すてきな出逢い いい朝8時』、『皇室アルバム』、『よしもと新喜劇』、『三枝きよし興奮テレビ』に並ぶ
同局の土曜朝から昼過ぎにかけての看板番組として人気を博した。

## 備考
この番組が関西地区で放送されていた当時、中京テレビも名古屋地区で『きくち教児のグルメデート』という全く同じ主旨の番組を放送していた。さらには、毎日放送が1995年4月に『桂小米朝のグルメデート』をスタートさせると、中京テレビもそれを追うかのように『多田木亮佑のグルメデート』という後継番組をスタートさせた。この両番組はタイトル・内容・放送時期のいずれにおいても毎日放送のものと似通っており、制作面でどのような関連性があったのかについては不明であるが、エンディングテーマとして『円広志のグルメデート』と同一の曲が使われ、スポンサーも同じく菊正宗の一社提供で番組制作にエキスプレスも名を連ねている。また、きくち教児版のスタートに先立ち、円広志版が一時的に中部日本放送にてオンエアされたことがある。